# Dębowe Aleje w Gryżynie i Zawiszach
Dębowe Aleje w Gryżynie i Zawiszach este o arie protejată (sit de importanță comunitară — SCI) din Polonia întinsă pe o suprafață de 29,71 ha, integral pe uscat.

## Localizare
Centrul sitului Dębowe Aleje w Gryżynie i Zawiszach este situat la coordonatele 52°11′46″N 15°16′24″E / 52.1961°N 15.2734°E.

## Înființare
Situl Dębowe Aleje w Gryżynie i Zawiszach a fost declarat sit de importanță comunitară în octombrie 2009 pentru a proteja 3 specii de animale.

## Biodiversitate
Situată în ecoregiunea continentală, aria protejată nu include niciun habitat protejat.
La baza desemnării sitului se află mai multe specii protejate de  nevertebrate (3): croitorul mare al stejarului (Cerambyx cerdo), rădașcă (Lucanus cervus), Osmoderma eremita.